# William Diller Matthew
William Diller Matthew, född 19 februari 1871 i Saint John, New Brunswick, död 24 september 1930 i San Francisco, var en kanadensisk paleontolog, verksam i USA. Han var son till George Frederic Matthew.
Matthew disputerade för doktorsgraden 1895 och var därefter biträdande avdelningschef och senare intendent vid avdelningen för fossila ryggradsdjur vid American Museum of Natural History i New York. Han var en av sin tids främsta forskare på området för ryggradsdjurens paleontologi, särskilt beträffande de fossila däggdjuren.